# Калини (Бакау)
Калини (рум. Călini) насеље је у Румунији у округу Бакау у општини Колонешти. Oпштина се налази на надморској висини од 275 m.

## Становништво
Према подацима из 2002. године у насељу је живело 446 становника, од којих су сви румунске националности.